# 紀元前53年
紀元前53年（きげんぜん53ねん）は、ローマ暦の年である。

## 他の紀年法
- 干支 : 戊辰
- 日本
  - 崇神天皇45年
  - 皇紀608年
- 中国
  - 前漢 : 甘露元年
- 朝鮮
  - 新羅 : 赫居世5年
  - 檀紀2281年
- 仏滅紀元 : 491年
- ユダヤ暦 : 3708年 - 3709年

## できごと

### ローマ
- 執政官 - マルクス・ウァレリウス・メッサッラ・ルフスとグナエウス・ドミティウス・カルウィヌス
- パルティア戦争
  - マルクス・リキニウス・クラッススがパルティアへの途上でヒエラポリス神殿やエルサレム神殿を破壊した。
  - カルラエの戦い：サビス川近くでスレナスに率いられたパルティア軍がローマ軍を破り、クラッススも殺された。
- ガリア戦争
  - ガイウス・ユリウス・カエサルがアンビオリクスに率いられた反乱を鎮めた。
  - アルウェルニ族の族長ウェルキンゲトリクスがガリア中央で、ユリウス・カエサルに対して反乱を起こした。

### アルメニア
- アータヴァスディース2世がアルメニアの王になった。

## 誕生
- 揚雄、前漢末期の文人、学者（+ 18年）

## 死去
- マルクス・リキニウス・クラッスス、共和政ローマ時代の政治家、軍人（* 紀元前115年）
- アブガル2世、オスロエネ王国王子